# Leandra variabilis
Leandra variabilis är en tvåhjärtbladig växtart som beskrevs av Giuseppe Raddi. Leandra variabilis ingår i släktet Leandra och familjen Melastomataceae. Inga underarter finns listade i Catalogue of Life.